# Dark Savior
Dark Savior (japanisch ダークセイバー) ist ein 3D-Action-RPG für den Sega Saturn, das von Climax Entertainment entwickelt und 1996 (in Japan und Nordamerika, 1997 in Europa) veröffentlicht wurde.
Unter Fans gilt es als „geistiger Nachfolger“ zum 1992 für Mega Drive (bzw. Genesis) veröffentlichten Landstalker, wenngleich die Handlungsstränge der beiden Spiele kaum Parallelen zueinander aufweisen. Dennoch werden die Spiele oft wegen ihres gemeinsamen Entwicklers und der isometrischen Grafik als eine Serie gehandelt.

## Handlung
Das Spiel beginnt an Bord eines großen Frachtschiffes, das sich auf dem Weg nach Jailer's Island, einer abgelegenen Gefangeneninsel, befindet, um dort die Kreatur Bilan abzuladen. Das Monster ist zuvor von einer Gruppe von Kopfgeldjägern gefangen genommen worden und soll nun auf der Insel hingerichtet werden.
Garian, Mitglied der Crew und Held der Geschichte, befindet sich ebenfalls auf dem Schiff, da er die Hinrichtung Bilans persönlich miterleben will. Jedoch gelingt es dem Monster, sich aus seinem Käfig zu befreien und das Schiff zu verlassen. Es hinterlässt eine Spur der Zerstörung und macht sich selber auf den Weg nach Jailer's Island.
Nachdem auch Garian auf der Insel ankommt, stellt er fest, dass die Häftlinge offenbar eine Revolte gegen den Gefängnisdirektor Kurtliegen planen, der die Gefangenen dazu nutzt, eine sonderbare Substanz aus den Minen abzubauen. Garian verstrickt sich immer tiefer in ein Netz von Konflikten und versucht nebenbei herauszufinden, was es mit der geheimnisvollen Ninja-Dame Kay und der Blauen Rose auf sich hat.

## Parallelsystem
Je nachdem, wie schnell man sich zu Beginn des Spiels seinen Weg durch das Frachtschiff bahnt, wird eine von drei verschiedenen Parallelgeschichten eingeleitet. Insgesamt gibt es in Dark Savior fünf solcher parallelen Handlungen, die unter folgenden Bedingungen aktiviert werden:
- Parallele I – A Hunt for the Evil: Kapitänskajüte muss nach 4:30 Minuten erreicht werden.
- Parallele II – A Hunt for the Heart: Kapitänskajüte muss zwischen 3:30 und 4:30 erreicht werden. Bilan muss besiegt werden.
- Parallele III – A Hunt for the Lies: Kapitänskajüte muss vor 3:30 Minuten erreicht werden.
- Parallele IV – A Hunt for the Truth: Erfolgt im Anschluss an Parallele III.
- Parallele V: Siehe Parallele II. Der Kampf gegen Bilan muss verloren werden.

Die 5. Parallele ist ein Kampfturnier, das im 2-Spieler-Modus bestritten werden kann, nachdem man es einmal im Alleingang gewonnen hat.

## Rezeption
Die Redakteure des deutschsprachigen Videolspielmagazins Fun Generation kommen zu dem Schluss, dass Dark Savior in eine andere Richtung als der Vorgänger Landstalker ziele und dessen Genialität fehle. Das Spiel setze mehr auf Geschicklichkeit und Puzzles, als auf Rollenspielelemente. Grafik und Sound seien trotz kleinerer technischer Mängel gut gelungen. Im Test von GameSpot werden insbesondere Problem mit der Steuerung kritisiert. Laut Bravo Screenfun handelt es sich bei dem Spiel um ein „phantasievolles Action-Abenteuer mit kleinen technischen Schwächen“.

„Neben einem starken Schwertarm erfordert Dark Saviour also auch Geschicklichkeit und eine gehörige Portion Grips.“